# Giải bóng đá Vô địch Quốc gia 2023–24
Giải bóng đá Vô địch Quốc gia 2023–24, tên gọi chính thức là Giải bóng đá Vô địch Quốc gia Night Wolf 2023–24 (tiếng Anh: Night Wolf V.League 1 – 2023/24) vì lý do tài trợ, là mùa giải chuyên nghiệp thứ 24 và là mùa giải thứ 41 của Giải bóng đá Vô địch Quốc gia Việt Nam. Đây là năm thứ ba và cũng là năm cuối cùng Công ty cổ phần Sâm Ngọc Linh Kon Tum làm nhà tài trợ chính của giải đấu. Giải bắt đầu từ ngày 20 tháng 10 năm 2023 và kết thúc vào ngày 30 tháng 6 năm 2024.
Đây là lần đầu tiên kể từ mùa giải 2001–02, giải đấu được diễn ra với lịch thi đấu xuyên năm (từ mùa thu đến mùa xuân) thay vì lịch thi đấu trong năm (từ mùa xuân đến mùa thu). Xen giữa lịch thi đấu là các quãng thời gian nghỉ từ ngày 12 tháng 1 năm 2024 đến ngày 10 tháng 2 năm 2024 dành cho Cúp bóng đá châu Á 2023 và từ ngày 15 tháng 4 năm 2024 đến ngày 3 tháng 5 năm 2024 dành cho Cúp bóng đá U-23 châu Á 2024.
Đây cũng là mùa giải đầu tiên trợ lý trọng tài video (VAR) được áp dụng mở rộng trong tất cả các vòng đấu, sau khi được sử dụng thử nghiệm trong một số trận đấu ở mùa giải trước.
Thép Xanh Nam Định đánh bại Khánh Hòa 5–1 ở vòng 25, qua đó có lần đầu tiên giành danh hiệu vô địch quốc gia trong kỷ nguyên V.League và là lần thứ hai trong lịch sử câu lạc bộ, sau chức vô địch của Công nghiệp Hà Nam Ninh năm 1985.

## Thay đổi trước mùa giải

### Thay đổi đội bóng
| Thăng hạng từ V.League 2 2023 - Quảng Nam | Xuống hạng đến V.League 2 2023–24 - SHB Đà Nẵng |

### Đổi tên
| Tên cũ              | Tên mới                      | Ngày thay đổi        |
| ------------------- | ---------------------------- | -------------------- |
| Topenland Bình Định | Quy Nhơn Bình Định           | 22 tháng 9 năm 2023  |
| Hoàng Anh Gia Lai   | LPBank Hoàng Anh Gia Lai     | 22 tháng 11 năm 2023 |
| Viettel             | Thể Công – Viettel           | 22 tháng 11 năm 2023 |
| Quy Nhơn Bình Định  | MerryLand Quy Nhơn Bình Định | 1 tháng 12 năm 2023  |

### Thể thức thi đấu
Giải đấu áp dụng thể thức hai lượt trận với 26 vòng đấu như thường lệ.

### Tiền thưởng
Đội vô địch mùa giải 2023–24 sẽ nhận được số tiền thưởng trị giá 5 tỷ đồng. Đội á quân được thưởng 3 tỷ đồng và đội xếp thứ ba được 1,5 tỷ đồng.

## Các đội tham dự

### Sân vận động
| Becamex Bình Dương      | LPBank Hoàng Anh Gia Lai | Công an Hà Nội, Hà Nội, Thể Công – Viettel | Đông Á Thanh Hóa             |
| ----------------------- | --- | --- | ---------------------------- |
| Sân vận động Gò Đậu     | Sân vận động Pleiku | Sân vận động Hàng Đẫy | Sân vận động Thanh Hóa       |
| Sức chứa: 18.250        | Sức chứa: 12.000 | Sức chứa: 22.500 | Sức chứa: 14.000             |
|                         | | |                              |
| Hải Phòng               | Becamex Bình DươngThép Xanh Nam ĐịnhHà NộiHải PhòngLPBank Hoàng Anh Gia LaiThành phố Hồ Chí MinhHồng Lĩnh Hà TĩnhKhánh HòaSông Lam Nghệ AnĐông Á Thanh HóaMerryLand Quy Nhơn Bình ĐịnhQuảng NamCác đội tại Hà Nội · Công an Hà Nội · Hà Nội · Thể Công – Viettel · Địa điểm các đội bóng tham dự V.League 1 2023–24 | Becamex Bình DươngThép Xanh Nam ĐịnhHà NộiHải PhòngLPBank Hoàng Anh Gia LaiThành phố Hồ Chí MinhHồng Lĩnh Hà TĩnhKhánh HòaSông Lam Nghệ AnĐông Á Thanh HóaMerryLand Quy Nhơn Bình ĐịnhQuảng NamCác đội tại Hà Nội · Công an Hà Nội · Hà Nội · Thể Công – Viettel · Địa điểm các đội bóng tham dự V.League 1 2023–24 | Hồng Lĩnh Hà Tĩnh            |
| Sân vận động Lạch Tray  | Becamex Bình DươngThép Xanh Nam ĐịnhHà NộiHải PhòngLPBank Hoàng Anh Gia LaiThành phố Hồ Chí MinhHồng Lĩnh Hà TĩnhKhánh HòaSông Lam Nghệ AnĐông Á Thanh HóaMerryLand Quy Nhơn Bình ĐịnhQuảng NamCác đội tại Hà Nội · Công an Hà Nội · Hà Nội · Thể Công – Viettel · Địa điểm các đội bóng tham dự V.League 1 2023–24 | Becamex Bình DươngThép Xanh Nam ĐịnhHà NộiHải PhòngLPBank Hoàng Anh Gia LaiThành phố Hồ Chí MinhHồng Lĩnh Hà TĩnhKhánh HòaSông Lam Nghệ AnĐông Á Thanh HóaMerryLand Quy Nhơn Bình ĐịnhQuảng NamCác đội tại Hà Nội · Công an Hà Nội · Hà Nội · Thể Công – Viettel · Địa điểm các đội bóng tham dự V.League 1 2023–24 | Sân vận động Hà Tĩnh         |
| Sức chứa: 30.000        | Becamex Bình DươngThép Xanh Nam ĐịnhHà NộiHải PhòngLPBank Hoàng Anh Gia LaiThành phố Hồ Chí MinhHồng Lĩnh Hà TĩnhKhánh HòaSông Lam Nghệ AnĐông Á Thanh HóaMerryLand Quy Nhơn Bình ĐịnhQuảng NamCác đội tại Hà Nội · Công an Hà Nội · Hà Nội · Thể Công – Viettel · Địa điểm các đội bóng tham dự V.League 1 2023–24 | Becamex Bình DươngThép Xanh Nam ĐịnhHà NộiHải PhòngLPBank Hoàng Anh Gia LaiThành phố Hồ Chí MinhHồng Lĩnh Hà TĩnhKhánh HòaSông Lam Nghệ AnĐông Á Thanh HóaMerryLand Quy Nhơn Bình ĐịnhQuảng NamCác đội tại Hà Nội · Công an Hà Nội · Hà Nội · Thể Công – Viettel · Địa điểm các đội bóng tham dự V.League 1 2023–24 | Sức chứa: 15.000             |
|                         | Becamex Bình DươngThép Xanh Nam ĐịnhHà NộiHải PhòngLPBank Hoàng Anh Gia LaiThành phố Hồ Chí MinhHồng Lĩnh Hà TĩnhKhánh HòaSông Lam Nghệ AnĐông Á Thanh HóaMerryLand Quy Nhơn Bình ĐịnhQuảng NamCác đội tại Hà Nội · Công an Hà Nội · Hà Nội · Thể Công – Viettel · Địa điểm các đội bóng tham dự V.League 1 2023–24 | Becamex Bình DươngThép Xanh Nam ĐịnhHà NộiHải PhòngLPBank Hoàng Anh Gia LaiThành phố Hồ Chí MinhHồng Lĩnh Hà TĩnhKhánh HòaSông Lam Nghệ AnĐông Á Thanh HóaMerryLand Quy Nhơn Bình ĐịnhQuảng NamCác đội tại Hà Nội · Công an Hà Nội · Hà Nội · Thể Công – Viettel · Địa điểm các đội bóng tham dự V.League 1 2023–24 |                              |
| Khánh Hòa               | Becamex Bình DươngThép Xanh Nam ĐịnhHà NộiHải PhòngLPBank Hoàng Anh Gia LaiThành phố Hồ Chí MinhHồng Lĩnh Hà TĩnhKhánh HòaSông Lam Nghệ AnĐông Á Thanh HóaMerryLand Quy Nhơn Bình ĐịnhQuảng NamCác đội tại Hà Nội · Công an Hà Nội · Hà Nội · Thể Công – Viettel · Địa điểm các đội bóng tham dự V.League 1 2023–24 | Becamex Bình DươngThép Xanh Nam ĐịnhHà NộiHải PhòngLPBank Hoàng Anh Gia LaiThành phố Hồ Chí MinhHồng Lĩnh Hà TĩnhKhánh HòaSông Lam Nghệ AnĐông Á Thanh HóaMerryLand Quy Nhơn Bình ĐịnhQuảng NamCác đội tại Hà Nội · Công an Hà Nội · Hà Nội · Thể Công – Viettel · Địa điểm các đội bóng tham dự V.League 1 2023–24 | Sông Lam Nghệ An             |
| Sân vận động 19 tháng 8 | Becamex Bình DươngThép Xanh Nam ĐịnhHà NộiHải PhòngLPBank Hoàng Anh Gia LaiThành phố Hồ Chí MinhHồng Lĩnh Hà TĩnhKhánh HòaSông Lam Nghệ AnĐông Á Thanh HóaMerryLand Quy Nhơn Bình ĐịnhQuảng NamCác đội tại Hà Nội · Công an Hà Nội · Hà Nội · Thể Công – Viettel · Địa điểm các đội bóng tham dự V.League 1 2023–24 | Becamex Bình DươngThép Xanh Nam ĐịnhHà NộiHải PhòngLPBank Hoàng Anh Gia LaiThành phố Hồ Chí MinhHồng Lĩnh Hà TĩnhKhánh HòaSông Lam Nghệ AnĐông Á Thanh HóaMerryLand Quy Nhơn Bình ĐịnhQuảng NamCác đội tại Hà Nội · Công an Hà Nội · Hà Nội · Thể Công – Viettel · Địa điểm các đội bóng tham dự V.League 1 2023–24 | Sân vận động Vinh            |
| Sức chứa: 18.000        | Becamex Bình DươngThép Xanh Nam ĐịnhHà NộiHải PhòngLPBank Hoàng Anh Gia LaiThành phố Hồ Chí MinhHồng Lĩnh Hà TĩnhKhánh HòaSông Lam Nghệ AnĐông Á Thanh HóaMerryLand Quy Nhơn Bình ĐịnhQuảng NamCác đội tại Hà Nội · Công an Hà Nội · Hà Nội · Thể Công – Viettel · Địa điểm các đội bóng tham dự V.League 1 2023–24 | Becamex Bình DươngThép Xanh Nam ĐịnhHà NộiHải PhòngLPBank Hoàng Anh Gia LaiThành phố Hồ Chí MinhHồng Lĩnh Hà TĩnhKhánh HòaSông Lam Nghệ AnĐông Á Thanh HóaMerryLand Quy Nhơn Bình ĐịnhQuảng NamCác đội tại Hà Nội · Công an Hà Nội · Hà Nội · Thể Công – Viettel · Địa điểm các đội bóng tham dự V.League 1 2023–24 | Sức chứa: 18.000             |
|                         | Becamex Bình DươngThép Xanh Nam ĐịnhHà NộiHải PhòngLPBank Hoàng Anh Gia LaiThành phố Hồ Chí MinhHồng Lĩnh Hà TĩnhKhánh HòaSông Lam Nghệ AnĐông Á Thanh HóaMerryLand Quy Nhơn Bình ĐịnhQuảng NamCác đội tại Hà Nội · Công an Hà Nội · Hà Nội · Thể Công – Viettel · Địa điểm các đội bóng tham dự V.League 1 2023–24 | Becamex Bình DươngThép Xanh Nam ĐịnhHà NộiHải PhòngLPBank Hoàng Anh Gia LaiThành phố Hồ Chí MinhHồng Lĩnh Hà TĩnhKhánh HòaSông Lam Nghệ AnĐông Á Thanh HóaMerryLand Quy Nhơn Bình ĐịnhQuảng NamCác đội tại Hà Nội · Công an Hà Nội · Hà Nội · Thể Công – Viettel · Địa điểm các đội bóng tham dự V.League 1 2023–24 |                              |
| Thành phố Hồ Chí Minh   | Quảng Nam | Thép Xanh Nam Định | MerryLand Quy Nhơn Bình Định |
| Sân vận động Thống Nhất | Sân vận động Hòa Xuân | Sân vận động Thiên Trường | Sân vận động Quy Nhơn        |
| Sức chứa: 15.000        | Sức chứa: 20.000 | Sức chứa: 30.000 | Sức chứa: 20.000             |
|                         | | |                              |

1. ↑  Do sân vận động Tam Kỳ không đạt tiêu chuẩn của VPF nên Quảng Nam chọn sân vận động Hoà Xuân làm sân nhà trong các trận đấu của mùa giải.

### Nhân sự, nhà tài trợ và áo đấu
Lưu ý: Cờ cho biết đội tuyển quốc gia như đã được xác định theo quy tắc đủ điều kiện FIFA. Cầu thủ có thể có nhiều quốc tịch không thuộc FIFA.
| Đội bóng                     | Huấn luyện viên    | Đội trưởng                                                   | Nhà sản xuất áo đấu | Nhà tài trợ chính (trên áo đấu) |
| ---------------------------- | ------------------ | ------------------------------------------------------------ | ------------------- | ------------------------------- |
| Becamex Bình Dương           | Nguyễn Đức Cảnh    | Nguyễn Tiến Linh Nguyễn Hải Huy                              | Kamito              | Becamex                         |
| Công an Hà Nội               | Alexandré Pölking  | Huỳnh Tấn Sinh Hồ Tấn Tài Nguyễn Quang Hải                   | Kamito              | Công an Hà Nội                  |
| Đông Á Thanh Hóa             | Velizar Popov      | Nguyễn Thái Sơn Rimario Gordon                               | Jogarbola           | Casper                          |
| Hà Nội                       | Iwamasa Daiki      | Nguyễn Văn Quyết Đỗ Hùng Dũng Nguyễn Thành Chung Đỗ Duy Mạnh | Jogarbola           | KITA Group                      |
| Hải Phòng                    | Chu Đình Nghiêm    | Triệu Việt Hưng Joseph Mpande                                | Jogarbola           | Không                           |
| Hồng Lĩnh Hà Tĩnh            | Nguyễn Thành Công  | Trần Phi Sơn                                                 | Grand Sport         | Bia Sao Vàng                    |
| Khánh Hòa                    | Trần Trọng Bình    | Lê Duy Thanh                                                 | Kamito              | Yến sào Khánh Hòa               |
| LPBank Hoàng Anh Gia Lai     | Vũ Tiến Thành      | Trần Minh Vương                                              | Kamito              | Carabao                         |
| MerryLand Quy Nhơn Bình Định | Bùi Đoàn Quang Huy | Đặng Văn Lâm                                                 | Kamito              | Merryland Quy Nhơn              |
| Quảng Nam                    | Văn Sỹ Sơn         | Ngân Văn Đại Hoàng Vũ Samson Paulo Conrado                   | Kelme               | Không                           |
| Sông Lam Nghệ An             | Phạm Anh Tuấn      | Michael Olaha Trần Đình Hoàng                                | Grand Sport         | Gạo A An                        |
| Thành phố Hồ Chí Minh        | Phùng Thanh Phương | Ngô Tùng Quốc Sầm Ngọc Đức                                   | Jogarbola           | Mansion Sports                  |
| Thép Xanh Nam Định           | Vũ Hồng Việt       | Trần Nguyên Mạnh                                             | Mitre               | Thép Xanh Xuân Thiện            |
| Thể Công – Viettel           | Nguyễn Đức Thắng   | Bùi Tiến Dũng                                                | Li-Ning             | Thể Công – Viettel              |

### Thay đổi huấn luyện viên
| Đội bóng                     | Huấn luyện viên đi | Hình thức                   | Ngày rời đi          | Vị trí xếp hạng | Huấn luyện viên đến | Ngày đến             | Ghi chú                         |
| ---------------------------- | ------------------ | --------------------------- | -------------------- | --------------- | ------------------- | -------------------- | ------------------------------- |
| MerryLand Quy Nhơn Bình Định | Nguyễn Đức Thắng   | Hết hợp đồng                | 28 tháng 8 năm 2023  | Trước mùa giải  | Bùi Đoàn Quang Huy  | 28 tháng 8 năm 2023  |                                 |
| Hà Nội                       | Božidar Bandović   | Sa thải                     | 7 tháng 10 năm 2023  | Trước mùa giải  | Lê Đức Tuấn         | 7 tháng 10 năm 2023  | Tạm quyền                       |
| Hà Nội                       | Lê Đức Tuấn        | Tạm quyền                   | 30 tháng 10 năm 2023 | Thứ 13          | Đinh Thế Nam        | 30 tháng 10 năm 2023 | Tạm quyền                       |
| Công an Hà Nội               | Trần Tiến Đại      | Sang chức GĐKT              | 13 tháng 11 năm 2023 | Thứ 2           | Gong Oh-kyun        | 13 tháng 11 năm 2023 |                                 |
| Thành phố Hồ Chí Minh        | Vũ Tiến Thành      | Sa thải                     | 23 tháng 11 năm 2023 | Thứ 7           | Phùng Thanh Phương  | 24 tháng 11 năm 2023 | Tạm quyền                       |
| Khánh Hòa                    | Võ Đình Tân        | Từ chức                     | 12 tháng 12 năm 2023 | Thứ 12          | Trần Thiện Hảo      | 13 tháng 12 năm 2023 | Tạm quyền                       |
| Khánh Hòa                    | Trần Thiện Hảo     | Tạm quyền                   | 19 tháng 12 năm 2023 | Thứ 12          | Trần Trọng Bình     | 19 tháng 12 năm 2023 |                                 |
| Thể Công – Viettel           | Thạch Bảo Khanh    | Sang chức GĐKT              | 18 tháng 12 năm 2023 | Thứ 9           | Thomas Dooley       | 18 tháng 12 năm 2023 | Sang chức HLV trưởng            |
| Thể Công – Viettel           | Thomas Dooley      | Sang chức GĐKT              | 5 tháng 1 năm 2024   | Thứ 11          | Nguyễn Đức Thắng    | 8 tháng 1 năm 2024   |                                 |
| Hà Nội                       | Đinh Thế Nam       | Tạm quyền                   | 9 tháng 1 năm 2024   | Thứ 8           | Iwamasa Daiki       | 11 tháng 1 năm 2024  |                                 |
| Công an Hà Nội               | Gong Oh-kyun       | Sa thải                     | 13 tháng 1 năm 2024  | Thứ 5           | Kiatisuk Senamuang  | 16 tháng 1 năm 2024  | Tạm quyền                       |
| LPBank Hoàng Anh Gia Lai     | Kiatisuk Senamuang | Tạm quyền                   | 16 tháng 1 năm 2024  | Thứ 14          | Vũ Tiến Thành       | 16 tháng 1 năm 2024  | Sang chức HLV trưởng            |
| Sông Lam Nghệ An             | Phan Như Thuật     | Sang chức Trợ lý HLV trưởng | 11 tháng 5 năm 2024  | Thứ 13          | Phạm Anh Tuấn       | 11 tháng 5 năm 2024  |                                 |
| Công an Hà Nội               | Kiatisuk Senamuang | Từ chức                     | 14 tháng 5 năm 2024  | Thứ 2           | Trần Tiến Đại       | 14 tháng 5 năm 2024  | Sang chức HLV trưởng, tạm quyền |
| Công an Hà Nội               | Trần Tiến Đại      | Tạm quyền                   | 27 tháng 5 năm 2024  | Thứ 6           | Alexandré Pölking   | 27 tháng 5 năm 2024  |                                 |
| Becamex Bình Dương           | Lê Huỳnh Đức       | Từ chức                     | 18 tháng 6 năm 2024  | Thứ 8           | Nguyễn Đức Cảnh     | 18 tháng 6 năm 2024  | Tạm quyền                       |

### Cầu thủ nước ngoài
| Câu lạc bộ                   | Cầu thủ 1         | Cầu thủ 2       | Cầu thủ 3             | Cầu thủ 4 (Cầu thủ Việt kiều chưa có quốc tịch Việt Nam) | Cầu thủ 5 (Chỉ dành cho đội tham dự giải đấu của AFC) | Cầu thủ 6 (Cầu thủ nhập tịch)              | Cầu thủ 7 (Cầu thủ Việt kiều có quốc tịch Việt Nam)1 | Cầu thủ cũ                                                        | Cầu thủ bị loại khỏi danh sách thi đấu |
| ---------------------------- | ----------------- | --------------- | --------------------- | -------------------------------------------------------- | ----------------------------------------------------- | ------------------------------------------ | ---------------------------------------------------- | ----------------------------------------------------------------- | -------------------------------------- |
| Becamex Bình Dương           | Janclesio Almeida | Joseph Onoja    | Charles Atshimene     | Cyrus Tran                                               |                                                       | Kizito Trung Hiếu                          |                                                      | Prince Ibara Arsène Elogo                                         |                                        |
| Công an Hà Nội               | Geovane Magno     | Júnior Fialho   | Jeferson Elias        |                                                          |                                                       | Nguyễn Filip                               |                                                      | Jhon Cley                                                         |                                        |
| Đông Á Thanh Hóa             | Rimario Gordon    | Luiz Antônio    | Benjamin Van Meurs    |                                                          |                                                       |                                            |                                                      | Gustavo Santos                                                    |                                        |
| Hà Nội                       | Denílson          | Joel Tagueu     | Tim Hall              | Ryan Ha                                                  | Ewerton Pereira                                       |                                            |                                                      | Caion Brandon Wilson Marcão Silva Damien Le Tallec Milan Jevtović |                                        |
| Hải Phòng                    | Lucão do Break    | Joseph Mpande   | Bicou Bissainthe      |                                                          | Arsène Elogo                                          |                                            | Martin Lo                                            | Benjamin Van Meurs Yuri Mamute                                    |                                        |
| Hồng Lĩnh Hà Tĩnh            | Bruno Ramires     | Prince Ibara    | Abdoulaye Diallo      | Viktor Le                                                |                                                       |                                            |                                                      | Michael Gopey                                                     |                                        |
| Khánh Hòa                    | Douglas Coutinho  | Watz Leazard    | Alie Sesay            |                                                          |                                                       |                                            | Mamadou Guirassy                                     |                                                                   |                                        |
| LPBank Hoàng Anh Gia Lai     | Gabriel Ferreira  | Jairo Rodrigues | João Veras            |                                                          |                                                       |                                            | Papé Diakité Martin Dzilah                           |                                                                   |                                        |
| MerryLand Quy Nhơn Bình Định | Alan Sebastião    | Marlon Rangel   | Léo Artur             |                                                          |                                                       | Adriano Schmidt Đặng Văn Lâm Mạc Hồng Quân | João Mário                                           |                                                                   |                                        |
| Quảng Nam                    | Paulo Conrado     | Stephen Eze     | Yago Ramos            | Truong Quoc Minh                                         | Hoàng Vũ Samson                                       |                                            | Pierre Lamothe                                       |                                                                   |                                        |
| Sông Lam Nghệ An             | Raphael Success   | Mario Zebić     | Michael Olaha         |                                                          |                                                       |                                            |                                                      |                                                                   |                                        |
| Thành phố Hồ Chí Minh        | Santiago Patiño   | Cheick Timité   | Brendon Lucas         | Patrik Lê Giang                                          |                                                       | Lê Trung Vinh                              | Paul-Georges Ntep Wander Luiz                        |                                                                   |                                        |
| Thép Xanh Nam Định           | Rafaelson         | Hendrio Araujo  | Lucas Alves           |                                                          |                                                       |                                            | Douglas Coutinho                                     |                                                                   |                                        |
| Thể Công – Viettel           | João Pedro        | Pedro Henrique  | Jakhongir Abdumuminov |                                                          |                                                       |                                            | Jeferson Elias                                       | Bruno Cantanhede Mohamed Essam                                    |                                        |

^1  Cầu thủ Việt kiều đã có quốc tịch Việt Nam được tính là nội binh.

## Đội hình
Mỗi câu lạc bộ được đăng ký từ 18 đến 30 cầu thủ, trong đó có tối thiểu 3 thủ môn, tối đa 3 cầu thủ nước ngoài, 1 cầu thủ nước ngoài gốc Việt Nam và 1 cầu thủ Việt Nam gốc nước ngoài. Những câu lạc bộ chưa đăng ký chính thức đủ 30 cầu thủ sẽ được bổ sung tối đa 5 cầu thủ ở giai đoạn đăng ký tiếp theo; số lượng cầu thủ sau khi bổ sung tối đa là 30 cầu thủ. Các câu lạc bộ tham dự các giải đấu của AFC được phép đăng ký tối đa 4 cầu thủ nước ngoài.

## Bốc thăm
Lễ bốc thăm xếp lịch thi đấu Giải bóng đá Vô địch Quốc gia Night Wolf 2023–24 diễn ra vào lúc 15 giờ ngày 22 tháng 9 năm 2023 tại Hội trường tầng 2, trụ sở Liên đoàn bóng đá Việt Nam (quận Nam Từ Liêm, Hà Nội).

### Nguyên tắc bốc thăm
- Không có đội bóng nào đá 3 trận sân nhà liên tiếp hoặc 3 trận sân khách liên tiếp.
- Bốn vòng đầu và bốn vòng cuối: Mỗi đội được thi đấu 2 trận sân nhà, 2 trận sân khách.
- Hai vòng đầu và hai vòng cuối ở lượt đi và về: Mỗi đội thi đấu 1 trận sân nhà và 1 trận sân khách.
- Đội thi đấu sân nhà ở vòng đầu tiên sẽ thi đấu sân khách ở vòng cuối và ngược lại.
- Hai vòng đấu cuối cùng thi đấu cùng giờ trên tất cả sân đấu.
- Riêng với ba đội Hà Nội, Công an Hà Nội & Thể Công – Viettel: Mỗi vòng đấu chỉ có tối đa hai trong số ba đội được thi đấu trên sân nhà, ba đội này sẽ được bốc thăm vào một trong ba mã số 1, 2 và 3.[a]

1. ↑  Riêng ở 2 vòng đấu cuối, do các trận đấu diễn ra cùng giờ nên chỉ có 1 trong 3 đội này được sử dụng sân Hàng Đẫy làm sân nhà. Do ở vòng 26 có 2 đội (mang mã số bốc thăm 1 và 3) được thi đấu trên sân nhà, nên đội nào có kết quả tốt hơn sau giai đoạn lượt đi sẽ được thi đấu tại sân Hàng Đẫy; đội còn lại phải sử dụng một sân khác làm "sân nhà".

### Thứ tự bốc thăm
Gồm 3 lượt:
- Lượt 1: Ba câu lạc bộ Công an Hà Nội, Hà Nội và Thể Công – Viettel cùng đăng ký sân nhà là sân vận động Hàng Đẫy sẽ được bốc thăm ngẫu nhiên vào một trong ba mã số 1, 2 và 3.

- Lượt 2: Căn cứ công văn của câu lạc bộ Khánh Hòa về việc xin không thi đấu sân nhà ở vòng 1 do cần thời gian hoàn thiện việc cải tạo hệ thống chiếu sáng tại sân vận động 19 tháng 8, sẽ thực hiện bốc thăm cho câu lạc bộ Khánh Hòa vào một trong năm mã số 8, 9, 12, 13, 14.

- Lượt 3: Thực hiện bốc thăm ngẫu nhiên cho 10 câu lạc bộ vào 10 mã số còn lại.

### Mã số thi đấu các đội
| Mã số | Đội                   |
| ----- | --------------------- |
| 01    | Thể Công – Viettel    |
| 02    | Công an Hà Nội        |
| 03    | Hà Nội                |
| 04    | Thành phố Hồ Chí Minh |
| 05    | Thép Xanh Nam Định    |
| 06    | Hải Phòng             |
| 07    | Becamex Bình Dương    |

| Mã số | Đội                          |
| ----- | ---------------------------- |
| 08    | LPBank Hoàng Anh Gia Lai     |
| 09    | Khánh Hòa                    |
| 10    | Sông Lam Nghệ An             |
| 11    | Đông Á Thanh Hóa             |
| 12    | MerryLand Quy Nhơn Bình Định |
| 13    | Quảng Nam                    |
| 14    | Hồng Lĩnh Hà Tĩnh            |

## Khai mạc
Lễ khai mạc chính thức của giải đấu diễn ra vào lúc 17:45 ngày 20 tháng 10 năm 2023 tại sân vận động Lạch Tray, thành phố Hải Phòng với trận đấu khai mạc diễn ra lúc 18:00 giữa Hải Phòng và LPBank Hoàng Anh Gia Lai.

## Phát sóng
Toàn bộ các trận đấu của V.League 1 2023–24 được phát sóng trên các kênh truyền hình và nền tảng sau:

### Truyền hình
- VTV: VTV5, VTV5 Tây Nam Bộ, VTV5 Tây Nguyên
- HTV: HTV Thể Thao, HTV1, HTV Key, HTV3

### Nền tảng trực tuyến
- Ứng dụng OTT: FPT Play, TV360, VTVcab ON, SCTV Online, HTVC, VTVgo, MyTV, ON Plus,...

## Lịch thi đấu và kết quả

### Tóm tắt kết quả
| Nhà \ Khách                  | BFC | CAHN | ĐATH | HNFC | HPFC | HLHT | KHFC | LPBHA | MQBĐ | QNFC | SLNA | HCMC | TXNĐ | TCVT |
| ---------------------------- | --- | ---- | ---- | ---- | ---- | ---- | ---- | ----- | ---- | ---- | ---- | ---- | ---- | ---- |
| Becamex Bình Dương           |     | 4–1  | 1–0  | 0–1  | 1–0  | 1–0  | 3–1  | 0–1   | 1–1  | 1–1  | 3–2  | 1–2  | 3–2  | 0–0  |
| Công an Hà Nội               | 3–0 |      | 3–1  | 2–0  | 5–1  | 1–1  | 3–1  | 5–0   | 1–1  | 0–0  | 2–0  | 2–0  | 2–3  | 1–2  |
| Đông Á Thanh Hóa             | 3–2 | 0–2  |      | 2–0  | 3–2  | 2–2  | 1–1  | 1–2   | 0–0  | 3–1  | 3–1  | 1–1  | 2–5  | 0–5  |
| Hà Nội                       | 3–3 | 2–1  | 2–1  |      | 3–5  | 1–1  | 5–2  | 2–0   | 0–1  | 3–1  | 2–0  | 3–1  | 1–2  | 0–2  |
| Hải Phòng                    | 3–1 | 3–1  | 2–0  | 0–1  |      | 3–2  | 3–1  | 1–1   | 0–1  | 0–0  | 2–2  | 2–0  | 1–3  | 1–1  |
| Hồng Lĩnh Hà Tĩnh            | 2–0 | 1–0  | 0–0  | 2–2  | 1–1  |      | 1–0  | 1–0   | 0–4  | 1–2  | 1–1  | 2–1  | 2–4  | 1–1  |
| Khánh Hòa                    | 0–2 | 2–1  | 0–2  | 0–1  | 2–4  | 0–1  |      | 0–0   | 1–2  | 0–5  | 0–1  | 0–1  | 2–3  | 0–1  |
| LPBank Hoàng Anh Gia Lai     | 1–1 | 0–3  | 1–1  | 2–0  | 2–1  | 2–1  | 1–1  |       | 0–1  | 0–0  | 1–0  | 2–1  | 1–1  | 1–2  |
| MerryLand Quy Nhơn Bình Định | 0–2 | 4–1  | 2–3  | 4–2  | 1–1  | 2–0  | 2–2  | 3–1   |      | 3–0  | 1–2  | 1–1  | 2–1  | 4–1  |
| Quảng Nam                    | 2–1 | 2–0  | 0–2  | 0–3  | 2–0  | 1–0  | 0–1  | 1–1   | 1–1  |      | 4–2  | 1–1  | 1–3  | 2–0  |
| Sông Lam Nghệ An             | 1–0 | 0–1  | 0–1  | 1–1  | 0–0  | 1–1  | 2–1  | 1–0   | 2–0  | 4–4  |      | 0–0  | 0–1  | 1–1  |
| Thành phố Hồ Chí Minh        | 1–0 | 2–1  | 2–0  | 1–3  | 1–1  | 0–1  | 2–0  | 4–1   | 2–1  | 1–0  | 1–0  |      | 1–1  | 2–0  |
| Thép Xanh Nam Định           | 3–1 | 2–2  | 1–1  | 3–2  | 2–4  | 1–0  | 5–1  | 3–0   | 2–4  | 2–1  | 1–1  | 2–1  |      | 3–0  |
| Thể Công – Viettel           | 0–1 | 3–0  | 1–1  | 0–2  | 2–1  | 1–0  | 0–0  | 0–1   | 1–1  | 3–2  | 0–2  | 0–0  | 2–1  |      |

### Tiến trình mùa giải
| Đội ╲ Vòng                   | 1 | 2 | 3 | 4 | 5 | 6 | 7 | 8 | 9 | 10 | 11 | 12 | 13 | 14 | 15 | 16 | 17 | 18 | 19 | 20 | 21 | 22 | 23 | 24 | 25 | 26 |
| ---------------------------- | - | - | - | - | - | - | - | - | - | -- | -- | -- | -- | -- | -- | -- | -- | -- | -- | -- | -- | -- | -- | -- | -- | -- |
| Becamex Bình Dương           | B | T | T | H | T | T | T | B | H | T  | T  | B  | T  | B  | H  | T  | B  | B  | T  | B  | B  | B  | B  | B  | H  | H  |
| Công an Hà Nội               | H | T | T | B | H | H | B | T | T | T  | T  | H  | B  | T  | T  | B  | B  | T  | B  | B  | B  | B  | B  | T  | T  | B  |
| Đông Á Thanh Hóa             | H | H | T | T | T | H | B | T | T | T  | B  | B  | H  | B  | B  | H  | B  | T  | T  | B  | B  | H  | T  | H  | B  | H  |
| Hà Nội                       | T | B | B | B | T | T | H | B | B | T  | B  | T  | T  | B  | T  | H  | B  | H  | T  | T  | T  | T  | T  | B  | T  | H  |
| Hải Phòng                    | H | T | B | T | H | T | B | B | B | B  | H  | H  | H  | H  | T  | T  | T  | H  | H  | T  | T  | B  | T  | B  | B  | B  |
| Hồng Lĩnh Hà Tĩnh            | H | H | B | B | B | B | H | T | T | T  | B  | H  | H  | T  | T  | B  | B  | H  | T  | B  | B  | T  | H  | B  | H  | H  |
| Khánh Hòa                    | B | B | T | B | B | B | T | B | H | B  | H  | B  | H  | H  | B  | B  | B  | B  | B  | B  | B  | B  | B  | H  | B  | B  |
| LPBank Hoàng Anh Gia Lai     | H | B | B | H | B | B | B | T | B | H  | H  | T  | T  | H  | H  | T  | T  | H  | B  | T  | B  | H  | B  | T  | B  | T  |
| MerryLand Quy Nhơn Bình Định | H | B | T | T | B | T | T | T | B | T  | B  | H  | H  | H  | T  | H  | T  | H  | H  | B  | T  | T  | T  | T  | H  | T  |
| Quảng Nam                    | B | H | B | H | T | H | T | B | H | H  | T  | H  | B  | B  | H  | T  | T  | H  | B  | T  | B  | B  | T  | T  | B  | B  |
| Sông Lam Nghệ An             | H | H | B | H | B | T | B | T | T | B  | H  | B  | B  | H  | B  | H  | B  | H  | T  | T  | T  | H  | B  | B  | H  | T  |
| Thành phố Hồ Chí Minh        | T | H | B | T | H | H | T | B | B | B  | T  | T  | B  | H  | B  | B  | T  | H  | B  | T  | T  | T  | H  | H  | T  | T  |
| Thép Xanh Nam Định           | T | T | T | T | H | B | T | T | T | B  | T  | T  | H  | T  | B  | T  | T  | H  | B  | B  | T  | H  | H  | T  | T  | T  |
| Thể Công – Viettel           | H | H | T | B | T | B | B | B | H | B  | B  | H  | T  | T  | H  | B  | T  | H  | T  | T  | T  | T  | H  | H  | T  | B  |

### Vị trí các đội qua các vòng đấu
| Đội ╲ Vòng                   | 1                  | 2  | 3  | 4  | 5  | 6  | 7  | 8  | 9  | 10 | 11 | 12 | 13 | 14 | 15 | 16 | 17 | 18 | 19 | 20 | 21 | 22 | 23 | 24 | 25 | 26 |   |
| ---------------------------- | ------------------ | -- | -- | -- | -- | -- | -- | -- | -- | -- | -- | -- | -- | -- | -- | -- | -- | -- | -- | -- | -- | -- | -- | -- | -- | -- | - |
| Đội ╲ Vòng                   | Becamex Bình Dương | 11 | 5  | 3  | 5  | 3  | 1  | 2  | 3  | 3  | 3  | 2  | 2  | 2  | 2  | 3  | 2  | 2  | 4  | 2  | 2  | 4  | 4  | 8  | 9  | 8  | 9 |
| Công an Hà Nội               | 8                  | 2  | 2  | 3  | 5  | 6  | 8  | 5  | 5  | 5  | 3  | 3  | 3  | 3  | 2  | 3  | 4  | 2  | 4  | 4  | 6  | 8  | 9  | 6  | 5  | 6  |   |
| Đông Á Thanh Hóa             | 4                  | 7  | 4  | 2  | 2  | 3  | 4  | 4  | 2  | 2  | 4  | 4  | 4  | 5  | 5  | 5  | 6  | 5  | 5  | 7  | 9  | 9  | 7  | 8  | 9  | 8  |   |
| Hà Nội                       | 12                 | 13 | 14 | 10 | 9  | 8  | 7  | 8  | 10 | 6  | 9  | 7  | 6  | 7  | 6  | 6  | 7  | 7  | 6  | 5  | 3  | 3  | 3  | 3  | 3  | 3  |   |
| Hải Phòng                    | 9                  | 3  | 6  | 8  | 4  | 4  | 6  | 7  | 8  | 10 | 10 | 9  | 9  | 10 | 9  | 7  | 5  | 6  | 7  | 6  | 5  | 6  | 4  | 4  | 7  | 7  |   |
| Hồng Lĩnh Hà Tĩnh            | 3                  | 6  | 10 | 13 | 13 | 14 | 13 | 12 | 11 | 9  | 11 | 11 | 10 | 8  | 7  | 8  | 12 | 11 | 8  | 12 | 13 | 10 | 11 | 12 | 11 | 13 |   |
| Khánh Hòa                    | 14                 | 14 | 9  | 11 | 12 | 12 | 12 | 13 | 13 | 13 | 13 | 14 | 14 | 14 | 14 | 14 | 14 | 14 | 14 | 14 | 14 | 14 | 14 | 14 | 14 | 14 |   |
| LPBank Hoàng Anh Gia Lai     | 5                  | 12 | 13 | 14 | 14 | 13 | 14 | 14 | 14 | 14 | 14 | 12 | 12 | 13 | 12 | 11 | 10 | 10 | 12 | 11 | 12 | 13 | 13 | 11 | 12 | 10 |   |
| MerryLand Quy Nhơn Bình Định | 6                  | 11 | 8  | 6  | 5  | 5  | 3  | 2  | 4  | 4  | 5  | 5  | 5  | 4  | 4  | 4  | 3  | 3  | 3  | 3  | 2  | 2  | 2  | 2  | 2  | 2  |   |
| Quảng Nam                    | 13                 | 10 | 12 | 12 | 10 | 10 | 9  | 9  | 9  | 11 | 7  | 8  | 8  | 11 | 11 | 9  | 8  | 8  | 10 | 9  | 10 | 12 | 10 | 10 | 10 | 11 |   |
| Sông Lam Nghệ An             | 10                 | 8  | 11 | 9  | 11 | 11 | 11 | 10 | 7  | 8  | 8  | 10 | 11 | 12 | 13 | 13 | 13 | 13 | 13 | 13 | 11 | 11 | 12 | 13 | 13 | 12 |   |
| Thành phố Hồ Chí Minh        | 1                  | 4  | 7  | 4  | 7  | 7  | 5  | 6  | 6  | 7  | 6  | 6  | 7  | 6  | 8  | 10 | 9  | 9  | 11 | 10 | 8  | 7  | 6  | 7  | 6  | 4  |   |
| Thép Xanh Nam Định           | 2                  | 1  | 1  | 1  | 1  | 2  | 1  | 1  | 1  | 1  | 1  | 1  | 1  | 1  | 1  | 1  | 1  | 1  | 1  | 1  | 1  | 1  | 1  | 1  | 1  | 1  |   |
| Thể Công – Viettel           | 7                  | 9  | 5  | 7  | 6  | 9  | 10 | 11 | 12 | 12 | 12 | 13 | 13 | 9  | 10 | 12 | 11 | 12 | 9  | 8  | 7  | 5  | 5  | 5  | 4  | 5  |   |

## Bảng xếp hạng
| VT | Đội                          | ST | T  | H | B  | BT | BB | HS  | Đ  | Giành quyền tham dự hoặc xuống hạng      |
| -- | ---------------------------- | -- | -- | - | -- | -- | -- | --- | -- | ---------------------------------------- |
| 1  | Thép Xanh Nam Định (C)       | 26 | 16 | 5 | 5  | 60 | 38 | +22 | 53 | Tham dự AFC Champions League Two 2024–25 |
| 2  | MerryLand Quy Nhơn Bình Định | 26 | 13 | 8 | 5  | 47 | 28 | +19 | 47 | [ a ]                                    |
| 3  | Hà Nội                       | 26 | 13 | 4 | 9  | 45 | 37 | +8  | 43 | [ a ]                                    |
| 4  | Thành phố Hồ Chí Minh        | 26 | 11 | 7 | 8  | 30 | 26 | +4  | 40 |                                          |
| 5  | Thể Công – Viettel           | 26 | 10 | 8 | 8  | 29 | 28 | +1  | 38 |                                          |
| 6  | Công an Hà Nội               | 26 | 11 | 4 | 11 | 44 | 35 | +9  | 37 |                                          |
| 7  | Hải Phòng                    | 26 | 9  | 8 | 9  | 42 | 39 | +3  | 35 |                                          |
| 8  | Đông Á Thanh Hóa             | 26 | 9  | 8 | 9  | 34 | 39 | −5  | 35 | [ c ]                                    |
| 9  | Becamex Bình Dương           | 26 | 10 | 5 | 11 | 33 | 34 | −1  | 35 |                                          |
| 10 | LPBank Hoàng Anh Gia Lai     | 26 | 8  | 8 | 10 | 22 | 35 | −13 | 32 |                                          |
| 11 | Quảng Nam                    | 26 | 8  | 8 | 10 | 34 | 36 | −2  | 32 |                                          |
| 12 | Sông Lam Nghệ An             | 26 | 7  | 9 | 10 | 27 | 32 | −5  | 30 |                                          |
| 13 | Hồng Lĩnh Hà Tĩnh (O)        | 26 | 7  | 9 | 10 | 25 | 32 | −7  | 30 | Tham dự play-off                         |
| 14 | Khánh Hòa (R)                | 26 | 2  | 5 | 19 | 19 | 52 | −33 | 11 | Xuống hạng V.League 2 2024–25            |

1. ↑  MerryLand Quy Nhơn Bình Định và Hà Nội ban đầu giành quyền tham dự Giải vô địch bóng đá các câu lạc bộ ASEAN 2025–26 nhưng sau đó cả 2 đã bị rút lui do Thép Xanh Nam Định và Công an Hà Nội tham dự thông qua thư mời chính thức từ Liên đoàn Bóng đá Đông Nam Á.
2. 1 2 3  Điểm đối đầu bằng nhau (6 điểm), hiệu số bàn thắng thua đối đầu: Hải Phòng +2, Đông Á Thanh Hóa -1, Becamex Bình Dương -1. Số bàn thắng đối đầu: Đông Á Thanh Hóa 6, Becamex Bình Dương 5.
3. ↑  Đông Á Thanh Hóa ban đầu giành quyền tham dự AFC Champions League 2 2024–25 nhờ vô địch Cúp Quốc gia 2023–24 nhưng sau đó rút lui.
4. 1 2  Kết quả đối đầu: LPBank Hoàng Anh Gia Lai 0–0 Quảng Nam, Quảng Nam 1–1 LPBank Hoàng Anh Gia Lai. LPBank Hoàng Anh Gia Lai xếp trên nhờ số bàn thắng sân khách đối đầu.
5. 1 2  Kết quả đối đầu: Sông Lam Nghệ An 1–1 Hồng Lĩnh Hà Tĩnh, Hồng Lĩnh Hà Tĩnh 1–1 Sông Lam Nghệ An; Sông Lam Nghệ An xếp trên nhờ hiệu số bàn thắng thua.

## Play-off
Trận đấu play-off xác định đội giành quyền thi đấu tại V.League 1 mùa giải 2024–25, diễn ra giữa đội xếp thứ 13 giải vô địch Quốc gia 2023–24 (Hồng Lĩnh Hà Tĩnh) và đội xếp thứ hai giải hạng nhất Quốc gia 2023–24 (PVF–CAND). Loạt sút luân lưu được sử dụng để quyết định đội thắng nếu hòa sau 90 phút chính thức (không có hiệp phụ).
| Hồng Lĩnh Hà Tĩnh | 3–2                      | PVF–CAND                                                  |
| --- | ------------------------ | --------------------------------------------------------- |
| Nguyễn Trọng Hoàng 48' · Trần Đình Tiến 73' (ph.đ.) · Nguyễn Văn Nhuần 83' · Trần Đình Tiến 45+4' · Vũ Viết Triều 78' · Phạm Văn Long 80' 90+10' | Chi tiết FPT Play, TV360 | Nguyễn Hiểu Minh 28' · Lê Minh Bình 90+4' · Lê Văn Đô 76' |

Hồng Lĩnh Hà Tĩnh giành quyền thi đấu tại giải Vô địch Quốc gia mùa giải 2024–25.

## Thống kê mùa giải

### Theo câu lạc bộ
| Xếp hạng                     | Câu lạc bộ                                       | Số lượng |
| ---------------------------- | ------------------------------------------------ | -------- |
| CLB thắng nhiều nhất         | Thép Xanh Nam Định                               | 16 trận  |
| CLB thắng ít nhất            | Khánh Hòa                                        | 2 trận   |
| CLB hoà nhiều nhất           | Sông Lam Nghệ An, Hồng Lĩnh Hà Tĩnh              | 9 trận   |
| CLB hoà ít nhất              | Hà Nội                                           | 4 trận   |
| CLB thua nhiều nhất          | Khánh Hòa                                        | 19 trận  |
| CLB thua ít nhất             | Thép Xanh Nam Định, MerryLand Quy Nhơn Bình Định | 5 trận   |
| Chuỗi thắng dài nhất         | Hà Nội                                           | 5 trận   |
| Chuỗi bất bại dài nhất       | Hải Phòng                                        | 11 trận  |
| Chuỗi không thắng dài nhất   | Khánh Hòa                                        | 19 trận  |
| Chuỗi thua dài nhất          | Khánh Hòa                                        | 9 trận   |
| CLB ghi nhiều bàn thắng nhất | Thép Xanh Nam Định                               | 60 bàn   |
| CLB ghi ít bàn thắng nhất    | Khánh Hòa                                        | 19 bàn   |
| CLB lọt lưới nhiều nhất      | Khánh Hòa                                        | 52 bàn   |
| CLB lọt lưới ít nhất         | Thành phố Hồ Chí Minh                            | 26 bàn   |
| CLB nhận thẻ vàng nhiều nhất |                                                  |          |
| CLB nhận thẻ vàng ít nhất    |                                                  |          |
| CLB nhận thẻ đỏ nhiều nhất   |                                                  |          |
| CLB nhận thẻ đỏ ít nhất      |                                                  |          |

### Theo cầu thủ

#### Cầu thủ ghi bàn hàng đầu
Dưới đây là danh sách cầu thủ ghi bàn của giải đấu. Đã có 491 bàn thắng ghi được trong 182 trận đấu, trung bình 2.7 bàn thắng mỗi trận đấu.

| Xếp hạng | Cầu thủ                | Câu lạc bộ                   | Số bàn thắng |
| -------- | ---------------------- | ---------------------------- | ------------ |
| 1        | Rafaelson              | Thép Xanh Nam Định           | 31           |
| 2        | Alan Sebastião         | MerryLand Quy Nhơn Bình Định | 17           |
| 3        | Jeferson Elias         | Công an Hà Nội               | 13           |
| 3        | Hoàng Vũ Samson        | Quảng Nam                    | 13           |
| 3        | Michael Olaha          | Sông Lam Nghệ An             | 13           |
| 4        | Lucão do Break         | Hải Phòng                    | 12           |
| 5        | Nguyễn Văn Quyết       | Hà Nội                       | 11           |
| 5        | Joseph Mpande          | Hải Phòng                    | 11           |
| 6        | Rimario Gordon         | Đông Á Thanh Hóa             | 10           |
| 6        | Hendrio Araujo         | Thép Xanh Nam Định           | 10           |
| 7        | Charles Atshimene      | Becamex Bình Dương           | 9            |
| 7        | Luiz Antônio           | Đông Á Thanh Hóa             | 9            |
| 7        | Phạm Tuấn Hải          | Hà Nội                       | 9            |
| 8        | Nguyễn Tiến Linh       | Becamex Bình Dương           | 8            |
| 8        | Nguyễn Quang Hải       | Công an Hà Nội               | 8            |
| 8        | Léo Artur              | MerryLand Quy Nhơn Bình Định | 8            |
| 8        | Cheick Timité          | Thành phố Hồ Chí Minh        | 8            |
| 9        | Joel Tagueu            | Hà Nội                       | 7            |
| 9        | Abdoulaye Diallo       | Hồng Lĩnh Hà Tĩnh            | 7            |
| 9        | Pedro Henrique         | Thể Công – Viettel           | 7            |
| 10       | Denílson Júnior        | Hà Nội                       | 6            |
| 10       | Prince Ibara           | Hồng Lĩnh Hà Tĩnh            | 6            |
| 10       | Douglas Coutinho       | Khánh Hòa                    | 6            |
| 10       | Nguyễn Văn Đức         | MerryLand Quy Nhơn Bình Định | 6            |
| 11       | Bùi Vĩ Hào             | Becamex Bình Dương           | 5            |
| 11       | Bùi Hoàng Việt Anh     | Công an Hà Nội               | 5            |
| 11       | Nguyễn Hữu Sơn         | Hải Phòng                    | 5            |
| 11       | Paulo Conrado          | Quảng Nam                    | 5            |
| 11       | Yago Ramos             | Quảng Nam                    | 5            |
| 11       | Nguyễn Văn Toàn        | Thép Xanh Nam Định           | 5            |
| 12       | Hồ Tấn Tài             | Công an Hà Nội               | 4            |
| 12       | Nguyễn Hai Long        | Hà Nội                       | 4            |
| 12       | Trần Đình Tiến         | Hồng Lĩnh Hà Tĩnh            | 4            |
| 12       | Vũ Quang Nam           | Hồng Lĩnh Hà Tĩnh            | 4            |
| 12       | Watz Leazard           | Khánh Hòa                    | 4            |
| 12       | Đinh Thanh Bình        | LPBank Hoàng Anh Gia Lai     | 4            |
| 12       | Jairo Rodrigues        | LPBank Hoàng Anh Gia Lai     | 4            |
| 12       | Santiago Patiño        | Thành phố Hồ Chí Minh        | 4            |
| 13       | Janclesio Almeida      | Becamex Bình Dương           | 3            |
| 13       | Júnior Fialho          | Công an Hà Nội               | 3            |
| 13       | Phan Văn Đức           | Công an Hà Nội               | 3            |
| 13       | Vũ Văn Thanh           | Công an Hà Nội               | 3            |
| 13       | Doãn Ngọc Tân          | Đông Á Thanh Hóa             | 3            |
| 13       | Lâm Ti Phông           | Đông Á Thanh Hóa             | 3            |
| 13       | Phạm Xuân Mạnh         | Hà Nội                       | 3            |
| 13       | Bicou Bissainthe       | Hải Phòng                    | 3            |
| 13       | Lương Hoàng Nam        | Hải Phòng                    | 3            |
| 13       | Châu Ngọc Quang        | LPBank Hoàng Anh Gia Lai     | 3            |
| 13       | Vũ Minh Tuấn           | MerryLand Quy Nhơn Bình Định | 3            |
| 13       | Lê Xuân Tú             | Quảng Nam                    | 3            |
| 13       | Trần Mạnh Quỳnh        | Sông Lam Nghệ An             | 3            |
| 13       | Hồ Tuấn Tài            | Thành phố Hồ Chí Minh        | 3            |
| 13       | Lucas Alves            | Thép Xanh Nam Định           | 3            |
| 13       | Khuất Văn Khang        | Thể Công – Viettel           | 3            |
| 13       | Nhâm Mạnh Dũng         | Thể Công – Viettel           | 3            |
| 14       | Võ Hoàng Minh Khoa     | Becamex Bình Dương           | 2            |
| 14       | Geovane Magno          | Công an Hà Nội               | 2            |
| 14       | A Mít                  | Đông Á Thanh Hóa             | 2            |
| 14       | Nguyễn Thanh Long      | Đông Á Thanh Hóa             | 2            |
| 14       | Đỗ Hùng Dũng           | Hà Nội                       | 2            |
| 14       | Triệu Việt Hưng        | Hải Phòng                    | 2            |
| 14       | Lâm Anh Quang          | Hồng Lĩnh Hà Tĩnh            | 2            |
| 14       | Nguyễn Minh Lợi        | Khánh Hòa                    | 2            |
| 14       | Nguyễn Văn Hiệp        | Khánh Hòa                    | 2            |
| 14       | Trần Văn Tùng          | Khánh Hòa                    | 2            |
| 14       | Trần Minh Vương        | LPBank Hoàng Anh Gia Lai     | 2            |
| 14       | Đỗ Thanh Thịnh         | MerryLand Quy Nhơn Bình Định | 2            |
| 14       | Mạc Hồng Quân          | MerryLand Quy Nhơn Bình Định | 2            |
| 14       | Marlon Rangel          | MerryLand Quy Nhơn Bình Định | 2            |
| 14       | Ngô Hồng Phước         | MerryLand Quy Nhơn Bình Định | 2            |
| 14       | Nguyễn Đình Bắc        | Quảng Nam                    | 2            |
| 14       | Stephen Eze            | Quảng Nam                    | 2            |
| 14       | Đinh Xuân Tiến         | Sông Lam Nghệ An             | 2            |
| 14       | Mai Sỹ Hoàng           | Sông Lam Nghệ An             | 2            |
| 14       | Nguyễn Quang Vinh      | Sông Lam Nghệ An             | 2            |
| 14       | Phan Xuân Đại          | Sông Lam Nghệ An             | 2            |
| 14       | Chu Văn Kiên           | Thành phố Hồ Chí Minh        | 2            |
| 14       | Nguyễn Thanh Thảo      | Thành phố Hồ Chí Minh        | 2            |
| 14       | Phan Nhật Thanh Long   | Thành phố Hồ Chí Minh        | 2            |
| 14       | Nguyễn Văn Vĩ          | Thép Xanh Nam Định           | 2            |
| 14       | Bruno Cantanhede       | Thể Công – Viettel           | 2            |
| 14       | João Pedro             | Thể Công – Viettel           | 2            |
| 14       | Nguyễn Đức Chiến       | Thể Công – Viettel           | 2            |
| 14       | Nguyễn Hoàng Đức       | Thể Công – Viettel           | 2            |
| 14       | Nguyễn Hữu Thắng       | Thể Công – Viettel           | 2            |
| 14       | Trần Danh Trung        | Thể Công – Viettel           | 2            |
| 15       | Bùi Duy Thường         | Becamex Bình Dương           | 1            |
| 15       | Hồ Sỹ Giáp             | Becamex Bình Dương           | 1            |
| 15       | Nguyễn Trần Việt Cường | Becamex Bình Dương           | 1            |
| 15       | Võ Minh Trọng          | Becamex Bình Dương           | 1            |
| 15       | Lê Phạm Thành Long     | Công an Hà Nội               | 1            |
| 15       | Raphael Success        | Công an Hà Nội               | 1            |
| 15       | Lê Thanh Bình          | Đông Á Thanh Hóa             | 1            |
| 15       | Lê Văn Thắng           | Đông Á Thanh Hóa             | 1            |
| 15       | Trịnh Văn Lợi          | Đông Á Thanh Hóa             | 1            |
| 15       | Võ Nguyên Hoàng        | Đông Á Thanh Hóa             | 1            |
| 15       | Đào Văn Nam            | Hà Nội                       | 1            |
| 15       | Nguyễn Văn Tùng        | Hà Nội                       | 1            |
| 15       | Vũ Đình Hai            | Hà Nội                       | 1            |
| 15       | Đặng Văn Tới           | Hải Phòng                    | 1            |
| 15       | Nguyễn Tuấn Anh        | Hải Phòng                    | 1            |
| 15       | Nguyễn Văn Đạt         | Hải Phòng                    | 1            |
| 15       | Nguyễn Văn Minh        | Hải Phòng                    | 1            |
| 15       | Phạm Hoài Dương        | Hải Phòng                    | 1            |
| 15       | Đinh Thanh Trung       | Hồng Lĩnh Hà Tĩnh            | 1            |
| 15       | Michael Gopey          | Hồng Lĩnh Hà Tĩnh            | 1            |
| 15       | Trần Phi Sơn           | Hồng Lĩnh Hà Tĩnh            | 1            |
| 15       | Nguyễn Duy Dương       | Khánh Hòa                    | 1            |
| 15       | Nguyễn Hoàng Quốc Chí  | Khánh Hòa                    | 1            |
| 15       | Trần Đình Kha          | Khánh Hòa                    | 1            |
| 15       | A Hoàng                | LPBank Hoàng Anh Gia Lai     | 1            |
| 15       | Dụng Quang Nho         | LPBank Hoàng Anh Gia Lai     | 1            |
| 15       | Gabriel Ferreira       | LPBank Hoàng Anh Gia Lai     | 1            |
| 15       | Jhon Cley              | LPBank Hoàng Anh Gia Lai     | 1            |
| 15       | João Veras             | LPBank Hoàng Anh Gia Lai     | 1            |
| 15       | Lê Văn Sơn             | LPBank Hoàng Anh Gia Lai     | 1            |
| 15       | Nguyễn Quốc Việt       | LPBank Hoàng Anh Gia Lai     | 1            |
| 15       | Nguyễn Thanh Nhân      | LPBank Hoàng Anh Gia Lai     | 1            |
| 15       | Đỗ Văn Thuận           | MerryLand Quy Nhơn Bình Định | 1            |
| 15       | Hà Đức Chinh           | MerryLand Quy Nhơn Bình Định | 1            |
| 15       | Lê Ngọc Bảo            | MerryLand Quy Nhơn Bình Định | 1            |
| 15       | Phạm Văn Thành         | MerryLand Quy Nhơn Bình Định | 1            |
| 15       | Nguyễn Vũ Hoàng Dương  | Quảng Nam                    | 1            |
| 15       | Phù Trung Phong        | Quảng Nam                    | 1            |
| 15       | Pierre Lamothe         | Quảng Nam                    | 1            |
| 15       | Ngô Văn Lương          | Sông Lam Nghệ An             | 1            |
| 15       | Nguyễn Văn Bách        | Sông Lam Nghệ An             | 1            |
| 15       | Phan Bá Quyền          | Sông Lam Nghệ An             | 1            |
| 15       | Brendon Lucas          | Thành phố Hồ Chí Minh        | 1            |
| 15       | Bùi Ngọc Long          | Thành phố Hồ Chí Minh        | 1            |
| 15       | Lâm Thuận              | Thành phố Hồ Chí Minh        | 1            |
| 15       | Ngô Tùng Quốc          | Thành phố Hồ Chí Minh        | 1            |
| 15       | Nguyễn Hạ Long         | Thành phố Hồ Chí Minh        | 1            |
| 15       | Paul-Georges Ntep      | Thành phố Hồ Chí Minh        | 1            |
| 15       | Võ Huy Toàn            | Thành phố Hồ Chí Minh        | 1            |
| 15       | Wander Luiz            | Thành phố Hồ Chí Minh        | 1            |
| 15       | Hồ Khắc Ngọc           | Thép Xanh Nam Định           | 1            |
| 15       | Lý Công Hoàng Anh      | Thép Xanh Nam Định           | 1            |
| 15       | Nguyễn Phong Hồng Duy  | Thép Xanh Nam Định           | 1            |
| 15       | Nguyễn Văn Anh         | Thép Xanh Nam Định           | 1            |
| 15       | Tô Văn Vũ              | Thép Xanh Nam Định           | 1            |
| 15       | Trần Ngọc Sơn          | Thép Xanh Nam Định           | 1            |
| 15       | Trần Văn Đạt           | Thép Xanh Nam Định           | 1            |
| 15       | Trần Văn Kiên          | Thép Xanh Nam Định           | 1            |
| 15       | Bùi Tiến Dũng          | Thể Công – Viettel           | 1            |
| 15       | Trần Mạnh Cường        | Thể Công – Viettel           | 1            |
| 15       | Trương Tiến Anh        | Thể Công – Viettel           | 1            |

#### Bàn phản lưới nhà
| Xếp hạng | Cầu thủ           | Câu lạc bộ               | Đối thủ                  | Số bàn |
| -------- | ----------------- | ------------------------ | ------------------------ | ------ |
| 1        | Bùi Tiến Dũng     | Thể Công – Viettel       | LPBank Hoàng Anh Gia Lai | 2      |
| 1        | Bùi Tiến Dũng     | Thể Công – Viettel       | Hải Phòng                | 2      |
| 2        | Joseph Mpande     | Hải Phòng                | Công an Hà Nội           | 1      |
| 2        | Stephen Eze       | Quảng Nam                | Thể Công – Viettel       | 1      |
| 2        | Jairo Rodrigues   | LPBank Hoàng Anh Gia Lai | Khánh Hòa                | 1      |
| 2        | Janclesio Almeida | Becamex Bình Dương       | Quảng Nam                | 1      |
| 2        | Trần Hoàng Hưng   | Quảng Nam                | Đông Á Thanh Hóa         | 1      |
| 2        | Vương Văn Huy     | Sông Lam Nghệ An         | Thành phố Hồ Chí Minh    | 1      |
| 2        | Trần Văn Kiên     | Thép Xanh Nam Định       | Becamex Bình Dương       | 1      |

#### Ghi hat-trick
| Cầu thủ         | Câu lạc bộ                   | Đối thủ            | Kết quả | Ngày                 |
| --------------- | ---------------------------- | ------------------ | ------- | -------------------- |
| Rafaelson       | Thép Xanh Nam Định           | Khánh Hòa          | 5–1 (H) | 25 tháng 6 năm 2024  |
| Rafaelson       | Thép Xanh Nam Định           | Đông Á Thanh Hóa5  | 5–2 (A) | 26 tháng 5 năm 2024  |
| Rafaelson       | Thép Xanh Nam Định           | Becamex Bình Dương | 3–1 (H) | 8 tháng 5 năm 2024   |
| Alan Sebastião  | MerryLand Quy Nhơn Bình Định | Hà Nội             | 4–2 (H) | 20 tháng 6 năm 2024  |
| Hoàng Vũ Samson | Quảng Nam                    | Khánh Hòa4         | 5–0 (A) | 15 tháng 6 năm 2024  |
| Lucão do Break  | Hải Phòng                    | Thép Xanh Nam Định | 4–2 (A) | 22 tháng 5 năm 2024  |
| Lucão do Break  | Hải Phòng                    | Hà Nội             | 5–3 (A) | 29 tháng 10 năm 2023 |
| Jeferson Elias  | Công an Hà Nội               | Khánh Hòa          | 3–1 (H) | 12 tháng 5 năm 2024  |
| Michael Olaha   | Sông Lam Nghệ An             | Quảng Nam          | 4–4 (H) | 2 tháng 12 năm 2023  |
| Joel Tagueu     | Hà Nội                       | Hải Phòng          | 3–5 (H) | 29 tháng 10 năm 2023 |

- Ghi chú: 4: ghi 4 bàn; 5: ghi 5 bàn; (H) – Sân nhà; (A) – Sân khách

#### Số trận giữ sạch lưới
| Xếp hạng | Thủ môn              | Câu lạc bộ                   | Số trận giữ sạch lưới |
| -------- | -------------------- | ---------------------------- | --------------------- |
| 1        | Nguyễn Filip         | Công an Hà Nội               | 9                     |
| 1        | Patrik Lê Giang      | Thành phố Hồ Chí Minh        | 9                     |
| 2        | Trần Minh Toàn       | Becamex Bình Dương           | 7                     |
| 2        | Nguyễn Thanh Tùng    | Hồng Lĩnh Hà Tĩnh            | 7                     |
| 3        | Nguyễn Văn Việt      | Sông Lam Nghệ An             | 6                     |
| 4        | Trịnh Xuân Hoàng     | Đông Á Thanh Hóa             | 5                     |
| 4        | Nguyễn Văn Hoàng     | Hà Nội                       | 5                     |
| 4        | Đặng Văn Lâm         | MerryLand Quy Nhơn Bình Định | 5                     |
| 4        | Nguyễn Văn Công      | Quảng Nam                    | 5                     |
| 5        | Nguyễn Đình Triệu    | Hải Phòng                    | 4                     |
| 5        | Bùi Tiến Dũng        | LPBank Hoàng Anh Gia Lai     | 4                     |
| 5        | Trần Nguyên Mạnh     | Thép Xanh Nam Định           | 4                     |
| 6        | Tống Đức An          | Quảng Nam                    | 3                     |
| 6        | Phạm Văn Phong       | Thể Công – Viettel           | 3                     |
| 6        | Quàng Thế Tài        | Thể Công – Viettel           | 3                     |
| 7        | Võ Ngọc Cường        | Khánh Hòa                    | 2                     |
| 7        | Phan Đình Vũ Hải     | LPBank Hoàng Anh Gia Lai     | 2                     |
| 7        | Huỳnh Tuấn Linh      | MerryLand Quy Nhơn Bình Định | 2                     |
| 7        | Ngô Xuân Sơn         | Thể Công – Viettel           | 2                     |
| 8        | Nguyễn Thanh Thắng   | Đông Á Thanh Hóa             | 1                     |
| 8        | Bùi Tấn Trường       | Hà Nội                       | 1                     |
| 8        | Quan Văn Chuẩn       | Hà Nội                       | 1                     |
| 8        | Nguyễn Hoài Anh      | Khánh Hòa                    | 1                     |
| 8        | Trần Trung Kiên      | LPBank Hoàng Anh Gia Lai     | 1                     |
| 8        | Trần Đình Minh Hoàng | MerryLand Quy Nhơn Bình Định | 1                     |
| 8        | Trần Văn Tiến        | Sông Lam Nghệ An             | 1                     |

## Số khán giả
| CLB                          | Vòng 1 | Vòng 2 | Vòng 3 | Vòng 4 | Vòng 5 | Vòng 6 | Vòng 7 | Vòng 8 | Vòng 9 | Vòng 10 | Vòng 11 | Vòng 12 | Vòng 13 | Vòng 14 | Vòng 15 | Vòng 16 | Vòng 17 | Vòng 18 | Vòng 19 | Vòng 20 | Vòng 21 | Vòng 22 | Vòng 23 | Vòng 24 | Vòng 25 | Vòng 26 | Tổng      | TB     |
| ---------------------------- | ------ | ------ | ------ | ------ | ------ | ------ | ------ | ------ | ------ | ------- | ------- | ------- | ------- | ------- | ------- | ------- | ------- | ------- | ------- | ------- | ------- | ------- | ------- | ------- | ------- | ------- | --------- | ------ |
| Becamex Bình Dương           | 6.000  |        | 6.500  |        |        | 8.200  | 7.200  |        | 3.000  |         | 4.000   |         | 4.500   |         | 4.500   | 2.500   |         |         | 6.800   |         |         | 2.500   |         | 2.500   | 3.000   |         | 61.200    | 4.708  |
| Công an Hà Nội               | 6.000  |        | 12.000 |        |        | 8.000  |        | 5.000  | 8.000  |         | 12.000  | 10.000  |         |         | 11.000  | 10.000  |         | 1.000   |         |         | 12.000  |         |         | 7.000   | 2.000   |         | 104.000   | 8.000  |
| Đông Á Thanh Hóa             | 8.000  |        | 8.000  |        |        | 4.000  |        |        | 9.000  | 5.000   |         | 5.000   |         | 8.000   |         | 3.000   |         | 5.000   | 2.000   |         | 7.000   |         |         | 1.000   | 3.000   |         | 68.000    | 5.231  |
| Hà Nội                       |        | 4.000  |        | 5.000  | 6.000  |        | 5.000  |        |        | 2.000   |         |         | 5.500   | 10.000  |         |         | 6.000   |         | 3.000   | 5.000   |         | 2.000   | 7.000   |         |         | 5.000   | 65.500    | 5.038  |
| Hải Phòng                    | 15.000 |        |        | 13.979 |        | 8.000  |        | 10.000 | 18.421 |         | 7.000   | 9.000   |         |         | 6.000   | 4.000   |         | 8.000   |         |         | 8.000   |         | 7.000   |         | 6.000   |         | 116.000   | 8.923  |
| Hồng Lĩnh Hà Tĩnh            |        | 5.000  |        | 6.000  |        | 2.500  |        |        | 5.000  | 3.000   |         |         | 5.000   | 5.000   |         | 3.000   |         | 3.000   | 4.000   |         |         | 5.000   | 5.500   |         |         | 7.000   | 59.000    | 4.538  |
| Khánh Hòa                    |        | 6.000  |        | 5.000  | 6.000  |        | 5.000  | 5.000  |        |         | 5.000   | 6.500   |         |         | 6.000   |         | 3.000   |         |         | 6.000   | 3.000   |         | 800     |         |         | 3.000   | 60.300    | 4.638  |
| LPBank Hoàng Anh Gia Lai     |        | 10.000 |        | 5.000  | 5.000  |        |        | 5.000  |        | 6.000   |         |         | 6.000   | 5.500   |         |         | 5.000   | 6.000   |         | 5.000   |         | 4.500   | 4.000   |         |         | 5.000   | 72.000    | 5.538  |
| MerryLand Quy Nhơn Bình Định |        | 5.000  | 3.000  |        | 5.000  |        | 4.500  |        |        | 6.000   |         |         | 4.000   | 6.000   |         |         | 3.000   |         | 4.500   | 3.000   |         | 3.000   |         | 6.000   |         | 9.000   | 62.000    | 4.769  |
| Quảng Nam                    |        | 5.000  | 4.000  |        | 4.000  |        | 3.000  | 2.000  |        |         | 3.000   | 3.000   |         |         | 2.000   |         | 2.000   |         |         | 1.000   | 1.500   |         |         | 1.500   |         | 2.000   | 34.000    | 2.615  |
| Sông Lam Nghệ An             | 7.000  |        |        | 2.000  |        | 4.000  |        |        | 4.000  | 7.000   |         | 7.000   |         | 3.000   |         | 2.000   |         | 5.000   | 5.000   |         | 7.000   |         | 4.000   |         | 10.000  |         | 67.000    | 5.154  |
| Thành phố Hồ Chí Minh        | 5.000  |        |        | 7.000  | 6.000  |        | 4.000  | 3.000  |        |         | 5.000   | 6.000   |         |         | 5.000   |         | 4.000   |         |         | 7.000   | 4.500   |         | 6.000   |         | 4.000   |         | 66.500    | 5.115  |
| Thép Xanh Nam Định           | 12.000 |        | 10.000 |        | 10.000 |        | 7.000  | 10.000 |        |         | 11.000  |         | 18.000  |         | 15.000  |         | 15.000  |         |         | 13.000  |         | 14.000  |         | 12.000  | 25.000  |         | 172.000   | 13.230 |
| Thể Công – Viettel           |        | 4.000  | 5.000  |        |        | 7.000  |        |        | 2.000  | 3.500   |         |         | 8.000   | 4.000   |         | 5.000   |         | 2.000   | 8.000   |         |         | 4.000   |         | 5.000   |         | 5.000   | 62.500    | 4.808  |
| Tổng cộng                    | 59.000 | 39.000 | 48.500 | 43.979 | 42.000 | 41.700 | 35.700 | 40.000 | 49.421 | 32.500  | 47.000  | 46.500  | 47.000  | 41.500  | 49.500  | 29.500  | 38.000  | 30.000  | 33.300  | 40.000  | 43.000  | 35.000  | 34.300  | 35.000  | 53.000  | 36.000  | 1.070.400 | 41.169 |
| Trung bình                   | 8.429  | 5.571  | 6.929  | 6.282  | 6.000  | 5.957  | 5.100  | 5.714  | 7.060  | 4.643   | 6.714   | 6.643   | 6.714   | 5.929   | 7.071   | 4.214   | 5.429   | 4.286   | 4.757   | 5.714   | 6.143   | 5.000   | 4.900   | 5.000   | 7.571   | 5.143   | 76.457    | 5.881  |

## Các giải thưởng

### Giải thưởng tháng
| Tháng    | CLB xuất sắc nhất tháng      | HLV xuất sắc nhất tháng                           | Cầu thủ xuất sắc nhất tháng    | Bàn thắng đẹp nhất tháng                      |
| -------- | ---------------------------- | ------------------------------------------------- | ------------------------------ | --------------------------------------------- |
| Tháng 10 | Thép Xanh Nam Định           | Vũ Hồng Việt (Thép Xanh Nam Định)                 | Rafaelson (Thép Xanh Nam Định) | Phạm Tuấn Hải (Hà Nội)                        |
| Tháng 12 | Becamex Bình Dương           | Lê Huỳnh Đức (Becamex Bình Dương)                 | Rafaelson (Thép Xanh Nam Định) | Júnior Fialho (Công an Hà Nội)                |
| Tháng 2  | Thép Xanh Nam Định           | Vũ Hồng Việt (Thép Xanh Nam Định)                 | Rafaelson (Thép Xanh Nam Định) | Phạm Tuấn Hải (Hà Nội)                        |
| Tháng 4  | Hải Phòng                    | Chu Đình Nghiêm (Hải Phòng)                       | Rafaelson (Thép Xanh Nam Định) | Nguyễn Văn Đức (MerryLand Quy Nhơn Bình Định) |
| Tháng 5  | Hà Nội                       | Iwamasa Daiki (Hà Nội)                            | Rafaelson (Thép Xanh Nam Định) | Rafaelson (Thép Xanh Nam Định)                |
| Tháng 6  | MerryLand Quy Nhơn Bình Định | Bùi Đoàn Quang Huy (MerryLand Quy Nhơn Bình Định) | Nguyễn Văn Quyết (Hà Nội)      | Đỗ Hùng Dũng (Hà Nội)                         |

### Giải thưởng chung cuộc
Được trao tại lễ trao giải V.League Awards 2024. 
| Giải bóng đá Vô địch Quốc gia 2023–24 Nhà vô địch |
| ------------------------------------------------- |
| Thép Xanh Nam Định Lần thứ 2                      |

## Các sự việc liên quan đến giải đấu

### 5 cầu thủHồng Lĩnh Hà Tĩnhbị bắt vì sử dụngma túy
Sáng ngày 5 tháng 4 năm 2024, Công an Hà Tĩnh tiến hành kiểm tra phòng 501, 502 tại khách sạn Bình Minh (09 Trần Phú, TP Hà Tĩnh) phát hiện có 10 đối tượng đang tổ chức sử dụng trái phép chất ma túy, trong đó có 5 cầu thủ thuộc biên chế câu lạc bộ Hồng Lĩnh Hà Tĩnh. 5 cầu thủ bị bắt bao gồm:
- Đinh Thanh Trung (sinh năm 1988, số 7, tiền vệ)
- Nguyễn Trung Học (sinh năm 1998, số 28, tiền vệ)
- Dương Quang Tuấn (sinh năm 1996, thủ môn)
- Nguyễn Ngọc Thắng (sinh năm 2002, số 38, hậu vệ)
- Nguyễn Văn Trường (sinh năm 2003, số 68, hậu vệ)

VFF đánh giá sự việc này rất nghiêm trọng, ảnh hưởng đến hình ảnh của bóng đá Việt Nam nói chung và CLB Hồng Lĩnh Hà Tĩnh nói riêng. Chính vì vậy, Ban phòng, chống tiêu cực trong bóng đá của VFF đã báo cáo lãnh đạo VFF, Ban kỷ luật VFF về vụ việc nêu trên.
Ngày 8 tháng 5 năm 2024, Ban kỷ luật VFF ban hành Quyết định số 277/QĐ-LĐBĐVN về việc tạm đình chỉ thi đấu đối với 5 cầu thủ đang bị cơ quan công an tỉnh Hà Tĩnh bắt giữ để điều tra về hành vi nghi vấn sử dụng chất cấm. Đồng thời, VFF cũng đã có công văn gửi đến các câu lạc bộ tham dự các giải bóng đá Quốc gia đề nghị tăng cường công tác quản lý, giáo dục cầu thủ của các đội bóng tại các giải bóng đá Quốc gia.
Tối 14/5, Viện Kiểm sát Nhân dân Thành phố Hà Tĩnh đã phê chuẩn quyết định khởi tố bị can, tạm giam Trung cùng Nguyễn Trung Học, Nguyễn Ngọc Thắng, Dương Quang Tuấn, Nguyễn Văn Trường về tội Tổ chức sử dụng trái phép chất ma túy, theo điều 255 Bộ luật Hình sự.